# Gustav Kaupert

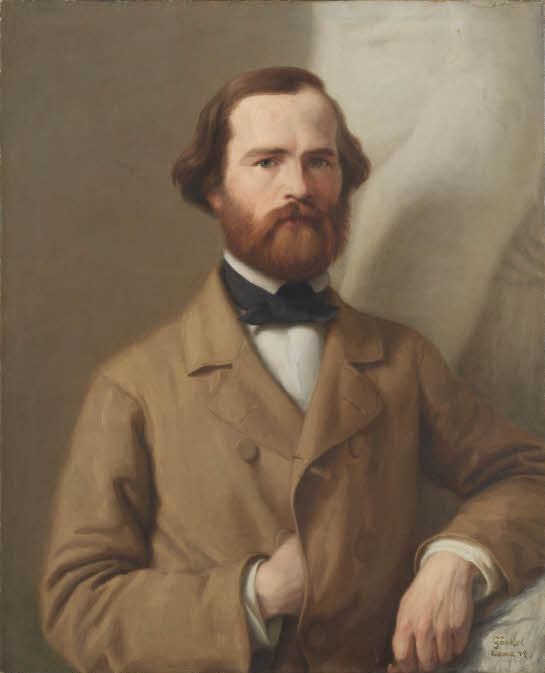
Gustav Kaupert, Porträt von Friedrich Gunkel, Rom 1849

Gustav Kaupert (* 4. April 1819 in Kassel; † 5. Dezember 1897 ebenda) war ein deutscher Bildhauer.

## Leben

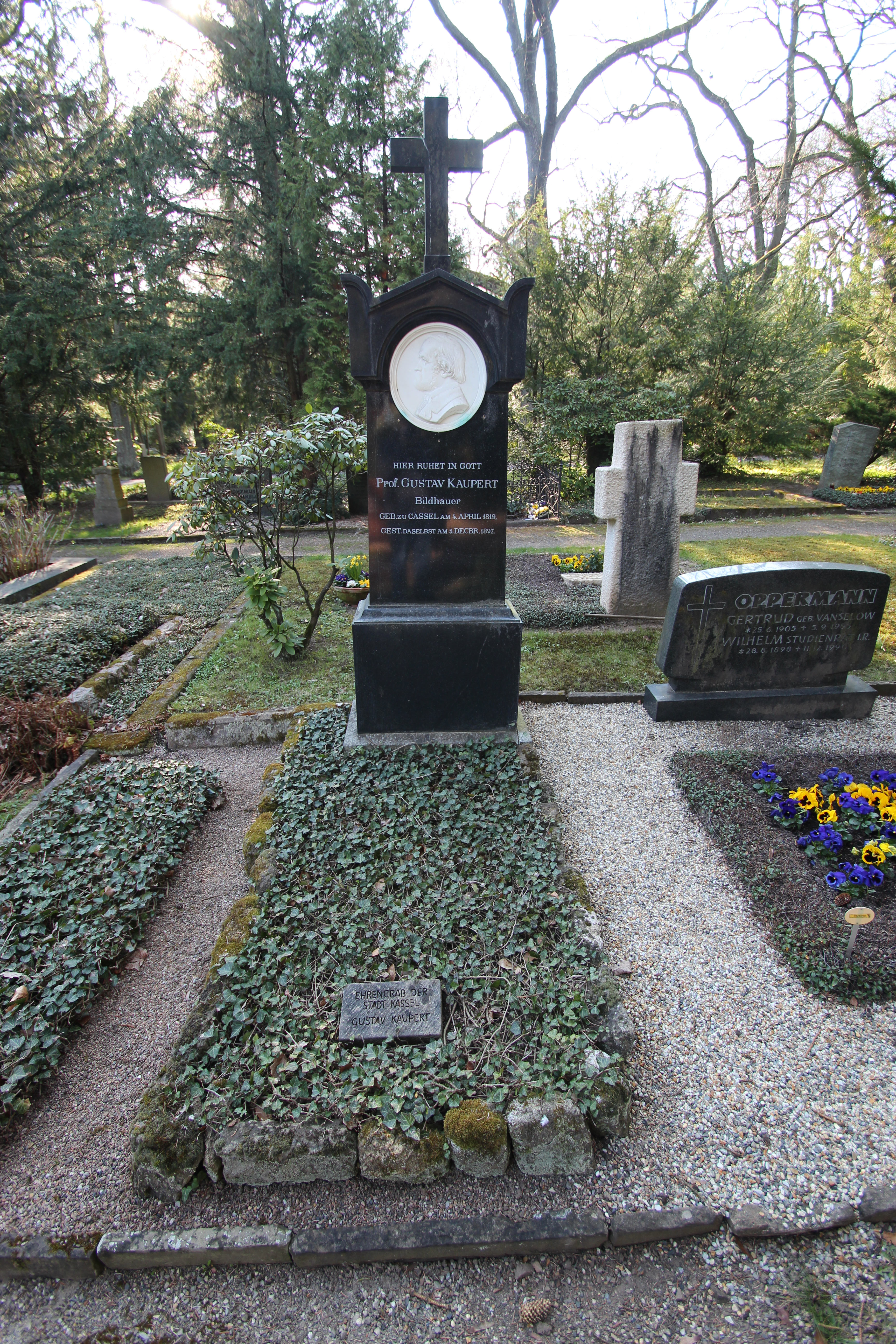
Grab von Gustav Kaupert auf dem Kasseler Hauptfriedhof

Gustav Kaupert war ein Sohn des Goldschmieds und Graveurs Christian Wilhelm Kaupert (1786–1863). Er lernte zunächst bei seinem Vater und arbeitete eine Zeitlang als Stempelschneider in dem väterlichen Geschäft. Anschließend besuchte er die Kasseler Kunstakademie und studierte bei den Bildhauern Johann Christian Ruhl und Johann Werner Henschel sowie bei den Malern Friedrich Wilhelm Müller (1801–1889), Karl Christian Aubel (1796–1882) und Ludwig Emil Grimm (1790–1863). In dieser Zeit legte er sich noch nicht auf eine bestimmte künstlerische Betätigung fest. 1844 ging er nach München und arbeitete in Ludwig Schwanthalers Atelier. In dieser Werkstatt modellierte er das Relief für das Mozart-Denkmal in Salzburg. Als dann die Kasseler Kunstakademie eine Preisaufgabe ausschrieb, beteiligte er sich mit der Darstellung einer Gruppe aus dem Sintflut-Thema. Dafür erhielt er 1845 ein Stipendium für eine Reise nach Italien. Auf dem Weg nach Italien arbeitete er nochmals kurzzeitig im Schwanthaler-Atelier.
Vorerst blieb Gustav Kaupert ab 1845 in Rom, lebte hier bis 1867 und gehörte zu den Deutschrömern. Mit Heinrich Dreber, Heinrich Gerhardt und Friedrich Gunkel bildete er eine Wohngemeinschaft. In dieser Zeit konzentrierte er sich in seinem künstlerischen Schaffen verstärkt auf die Bildhauerei, ließ sich besonders von der italienischen Schule der damaligen Zeit inspirieren und vervollständigte seine Techniken. Hier prägte sich sein späterer Stil aus. Auch beteiligte er sich unter anderem an einem künstlerischen Wettbewerb, für den er die Gruppe des „Bethlehemischen Kindermordes“ einreichte und dafür den Preis der Accademia di San Luca gewann. Mit dieser Arbeit erregte er großes Aufsehen und rückte in das Blickfeld des US-amerikanischen Bildhauers Thomas Crawford (1814–1857). Dieser lud Kaupert in die USA ein und bot ihm an, an einigen seiner Projekte in den USA mitzuwirken, so am George-Washington-Denkmal für Richmond (Virginia). Für Crawfords Großauftrag der Ausschmückung des Kapitols in Washington, D.C. arbeitete Kaupert an der Kolossalstatue der Freiheit und am Giebelfeldrelief mit. Vom Reiterstandbild Washingtons in Richmond (Virginia), das in der Königlichen Erzgießerei in München gegossen wurde, modellierte Kaupert sämtliche Figuren mit Ausnahme Washingtons.
In den 1860er Jahren gehörte Gustav Kaupert wie auch Arnold Böcklin und Hans von Marées zum „Tugendbund“. Er erhielt einen Ruf für eine Professur der Bildhauerkunst am Städelschen Kunstinstitut in Frankfurt am Main, er lehrte dort von 1867 bis 1892. Neben seiner Lehrtätigkeit war er auch weiter als Bildhauer tätig. So erhielt er 1872 bei Hamburger Wettbewerb um den sogenannten Werder-Schild den 1. Preis. Ein Jahr darauf stellte er Arbeiten auf der Wiener Ausstellung der Öffentlichkeit vor und erhielt dafür die „Große Medaille“. Er schuf 1874 das Hessendenkmal im Auepark von Kassel, sein Börne-Denkmal wurde 1877 enthüllt, und er war um 1880 mit zahlreichen Arbeiten in Frankfurt am Main präsent. Für die Ausgestaltung des Opernhauses fertigte er mehrere Figuren an, so beispielsweise „Rezitativ“ und „Gesang“ für die Halle, aber auch das Lessing-Denkmal in Frankfurt. Seinen Lebensabend verbrachte er in Kassel, wo ihm ein Museum für seine Entwürfe und Modelle eingerichtet wurde, das heute nicht mehr besteht.
Zu Lebzeiten bekannt und ausgezeichnet, geriet er nach seinem Tod bald in Vergessenheit. In Gustav Kauperts Schaffen dominierten zeitlebens die klassizistischen Auffassungen, hervorgegangen aus der römisch-antiken plastischen Kunst. Nur sehr vereinzelt finden sich bei ihm Elemente aus dem späteren Biedermeier in bestimmten Kleidungsstücken oder der Gestaltung von Schmuckelementen. Da es auch keine Annäherung bzw. kein Hinüberleiten zu moderneren Elementen und Darstellungsformen bei ihm gab, endete sein Ruhm mit dem 19. Jahrhundert.

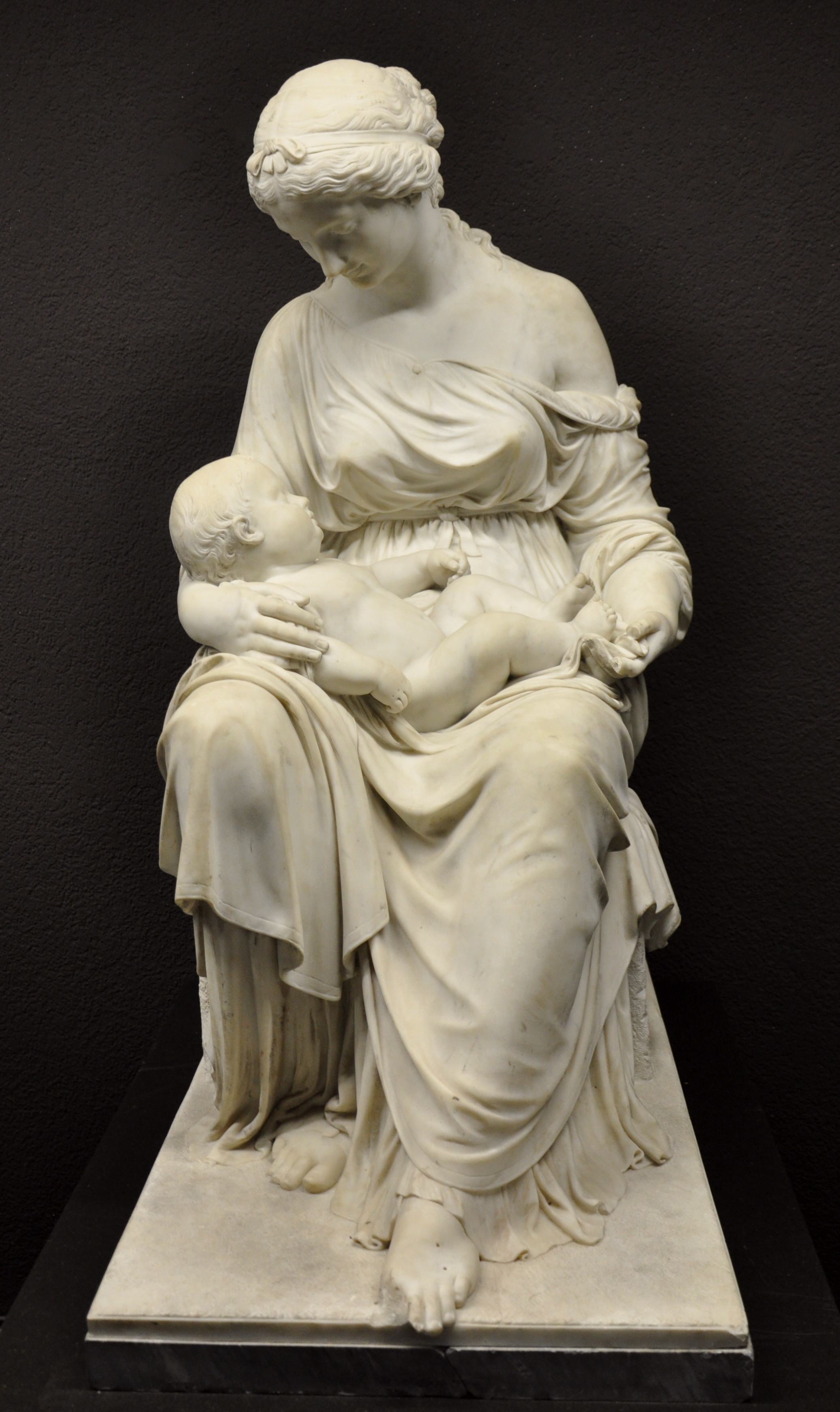
Junge Frau mit Kind im Schoß, Rom 1856 (Liebieghaus, Frankfurt am Main)

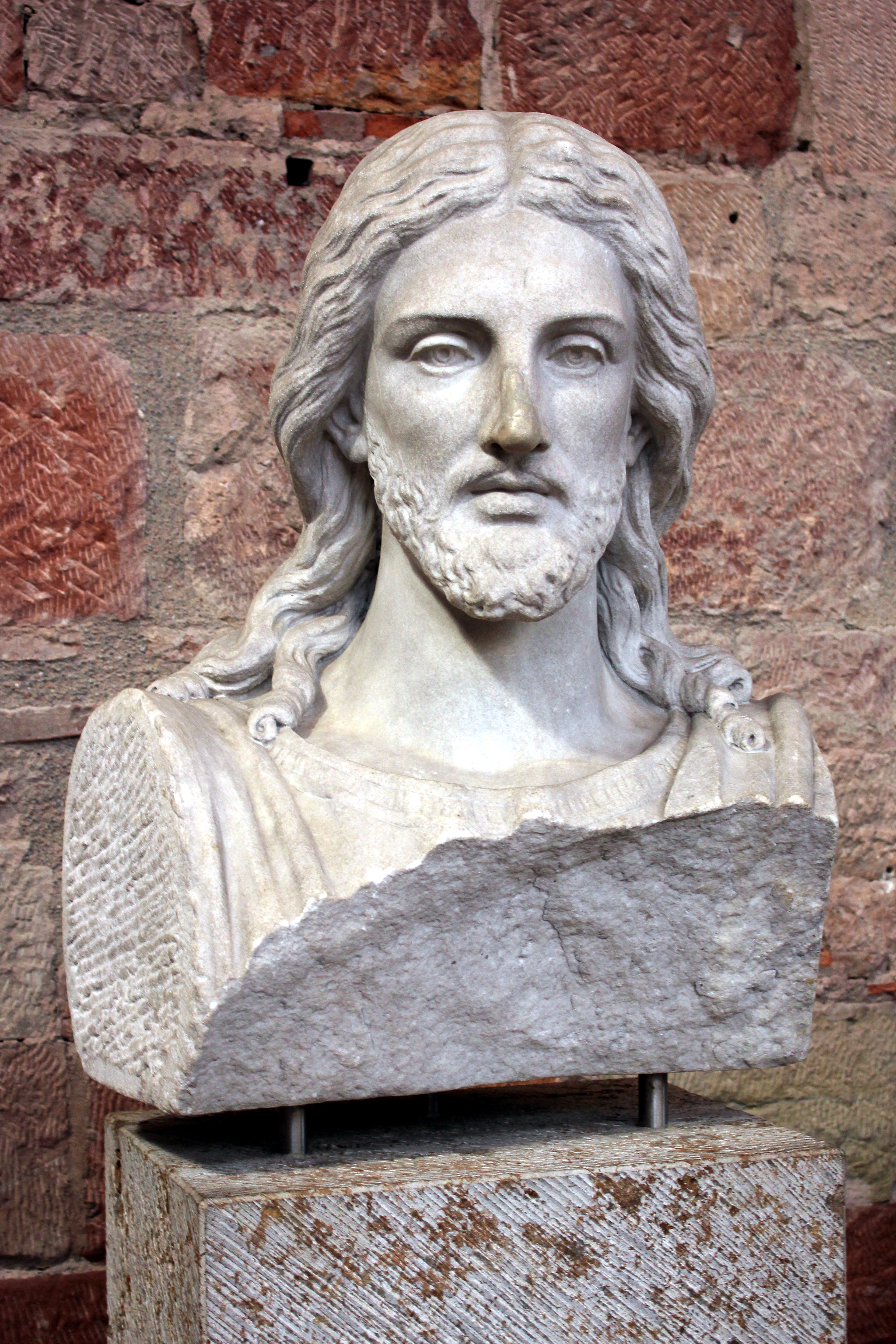
Jesus Christus (Konstantinbasilika, Trier)

## Werke
- 1844: Relief für das Mozart-Denkmal in Salzburg
- 1844: Darstellung einer Gruppe aus dem Thema „Die Sintflut“ in Kassel
- 1851: Gruppe des „Bethlehemischen Kindermordes“ in San Luca
- um 1854: Reiterstandbild George Washingtons in Washington D.C.
- um 1856: Kolossalstatue der Freiheit und Gestaltung des Giebelfeldreliefs für das Capitol in Washington D.C.[1]
- 1858: Grabdenkmal für Pfeiffer auf Altem Friedhof in Kassel
- um 1870: „Prometheus Befreiung durch Herkules“ sowie „Perseus und Andromeda“ im Palmengarten in Frankfurt am Main
- 1874: Hessendenkmal in der Karlsaue in Kassel (nach Kriegsschäden erhaltene Löwenskulptur transloziert)
- 1877: Börne-Denkmal in Frankfurt am Main
- um 1880: Lessing-Denkmal in Frankfurt am Main, ursprünglich vor der Stadtbibliothek nahe der Obermainbrücke, heute im Anlagenring (testamentarische Stiftung des jüdischen Frankfurter Bürgers Herz Hayum Goldschmidt)
- um 1880: plastischer Schmuck für das Opernhaus in Frankfurt am Main
  - drei sich umschlingende Grazien neben der südlichen Giebelgruppe
  - zwei stehende Figuren „Rezitation“ und „Gesang“ in der Halle
  - zwei Posaunenengel in der Halle
- um 1880: doppelt-lebensgroße Marmorfiguren von Jesus und den Evangelisten an der Konstantinbasilika in Trier (im Zweiten Weltkrieg bis auf die Köpfe zerstört)
- um 1880: zehn allegorische Reliefs für den Neubau des Städelschen Kunstinstituts in Frankfurt am Main
- um 1888: allegorische Figuren des Tages und der Nacht an der Empfangshalle des Hauptbahnhofs in Frankfurt am Main
- um 1890: vier allegorische Reliefs für den Neubau der Börse in Frankfurt am Main
- 1891: Kaiser-Wilhelm-I.-Standbild aus Carrara-Marmor im Kaisersaal des Römers in Frankfurt am Main (enthüllt am 22. März 1892; im Zweiten Weltkrieg zerstört)

sowie undatiert:
- Mädchen mit Blumen und Krug am Gebäude des Städelschen Kunstinstituts in Frankfurt am Main
- Entwurf für zwei allegorische Gruppen für das Regierungsgebäude in Kassel